# 송씨양세정려
송씨양세정려(宋氏兩世旌閭)는 대전광역시 중구 대사동에 있는 조선시대의 건축물이다. 2000년 2월 18일 대전광역시의 문화재자료 제43호로 지정되었다.

## 개요
보문산공원 진입로 우측에 있는 정려각에 보관된 송두원과 그의 할머니 윤씨부인의 정려현판이다. 1745년 영조가 명정(銘旌)하였으며 유림에서 주관하여 건립하였다.
송두원은 우암 송시열의 조카인 송기학의 손자이다. 부모에 대한 효성이 지극하였으며, 음식을 철에 맞추어 손수 맛을 본 후에 올렸으며, 부모가 좋아하는 것은 무엇이든 구하여 드렸다. 부모상을 당하여서는 예법에 따라 정성을 다하여 장례를 치르고, 시묘 중 잠시도 상복을 벗은 적이 없었다. 산소에 흰제비가 날아와 둥지를 틀고 살았는데 사람들이 그의 정성이 하늘에까지 닿은 것이라 하였다.
윤씨부인은 호조참판을 지낸 윤비경의 딸로 태어나 송두원의 조부인 송기학에게 출가하였다. 1665년 친정 할머니가 돌아가시자 아버지가 빈소를 지키던 중 사람들의 부주의로 불이 났다. 이때 윤씨 어머니인 이씨가 남편과 시신을 구해냈으나 자신은 불타 죽고 말았다. 이 사실을 안 윤씨부인은 식음을 전폐한 채 애통해하다 결국 33살의 나이로 죽었다.

## 참고 자료
- 송씨양세정려 - 국가유산청 국가유산포털